# 基礎英語3
『基礎英語3』（きそえいご3）は、NHKラジオ第2放送の英語語学番組。NHKの英会話講座に独自につけられているレベルの目安で、レベル3（中学3年レベル）、CEFRで、A2と位置づけられている。

## 概要
- 元々は、1988年4月から放送を始めた「上級基礎英語」が母体。これを1994年4月から「基礎英語3」としてリニューアルした。さらに2002年4月に「新基礎英語3」として放送されたが、語学講座の再編のため2005年3月で一度終了した。そのかわりに、2005年度は「英会話入門」、2006年と2007年度は「レベルアップ英文法」が放送された。
- 2008年3月31日からの語学講座の再々編が実施されることに伴い、3年ぶりに再開された。2012年度から、番組冒頭に一連の「基礎英語」シリーズの共通ジングルを放送するようになった。
- 2021年3月で語学番組全編の再編のため終了。2021年度からは、新番組「中高生の基礎英語 in English」を放送。

## 放送時間
- 毎週月曜日から金曜日（2008年度から、それまでの2日1セットではなく、毎週5日間それぞれ違う内容で放送するようになった）
- 本放送： 午前 6時30分 - 6時45分
- 再放送： 午後 7時15分 - 7時30分、午後 9時30分 - 9時45分（2009年3月30日からは7時台の放送が午後7時15分 - 午後7時30分に変更された）

## 放送内容

### 2020年度
講師：投野由紀夫（東京外国語大学大学院教授）
ゲスト：アナンダ・ジェイコブズ、サイラス・望・セスナ
月ごとの放送内容。
- 4月：自分や家族などについて話してみよう
- 5月：人や物の特徴を説明してみよう
- 6月：相手を誘ったり、誘いに応じたりしてみよう
- 7月：好き・嫌いとその理由について話してみよう
- 8月：夏の特別編 1か月で重要ポイント総まとめ!
  - 4月～7月の復習
- 9月：自分の日課を説明してみよう
- 10月：望むことやしたいことについて話してみよう
- 11月：道順をたずねたり説明したりしてみよう
- 12月：進行中の動作についてたずねたり答えたりしてみよう
- 1月：過去の経験やできごとを説明してみよう
- 2月：賛成・反対の意見を伝えよう
- 3月：感想や考えを表現してみよう

### 2019年度
講師：投野由紀夫（東京外国語大学大学院教授）
ゲスト：レミ・ダンカン、サイラス・望・セスナ
月ごとの放送内容。
- 4月：自分や家族のことについて説明してみよう
- 5月：人やものの特徴を説明してみよう
- 6月：相手をていねいに誘ってみよう
- 7月：好きなことを上手に表現してみよう
- 8月：夏の特別編 1か月で重要ポイント総まとめ!
  - 4月～7月の復習
- 9月：日々の予定を説明してみよう
- 10月：欲しいものやしたいことを表現してみよう
- 11月：道順や行き方を説明してみよう
- 12月：進行中の動作を説明してみよう
- 1月：過去の経験を説明してみよう
- 2月：賛成・反対の意見を伝えよう
- 3月：感想や考えを表現してみよう

### 2018年度
講師：投野由紀夫（東京外国語大学大学院教授）
ゲスト：レミ・ダンカン、サイラス・望・セスナ
月ごとの放送内容。
- 4月：自分や家族の事について話してみよう!
- 5月：人やものの特徴を上手に伝えよう
- 6月：誘ったり、誘いに応えたりしてみよう
- 7月：自分の好きなことを伝えよう
- 8月：夏の特別編 重要ポイント総まとめ!
  - 4月～7月の復習
- 9月：1日の生活習慣を説明してみよう
- 10月：自分のやりたいことを表現してみよう
- 11月：道順や行き方を説明してみよう
- 12月：同時進行中の動作を表現してみよう
- 1月：過去の経験を説明してみよう
- 2月：賛成・反対の意思表示をしよう
- 3月：感想や考えを表現してみよう

### 2017年度
講師：投野由紀夫（東京外国語大学大学院教授）
ゲスト：ダニエル・ツミタ、サイラス・望・セスナ
月ごとの放送内容。
- 4月：自分や相手のことを具体的に話してみよう!
- 5月：建物の用途や役割をくわしく説明してみよう!
- 6月：理由をつけ加えて、相手を誘ってみよう!
- 7月：さまざまな表現で好き・嫌いを言ってみよう!
- 8月：夏の特別編 重要ポイント総まとめ!
  - 4月～7月の復習
- 9月：1日のできごとを整理しながら話してみよう!
- 10月：必要なものを順序立てて言ってみよう!
- 11月：道順や行き方について、的確に言ってみよう!
- 12月：さまざまな事柄について、進行している内容を表現してみよう!
- 1月：過去の経験やできごとについてくわしく言ってみよう!
- 2月：理由を示しながら、自分の意見を言ってみよう
- 3月：1年を振り返って感想や考えを言ってみよう

### 2016年度
講師：投野由紀夫（東京外国語大学大学院教授）
ゲスト：ダニエル・ツミタ、サイラス・望・セスナ
月ごとの放送内容。
- 4月：自分や相手のことをくわしく紹介しよう!
- 5月：身近なものについて説明してみよう!
- 6月：その場にふさわしい表現で相手を誘ってみよう!
- 7月：さまざまな表現で好き・嫌いを言ってみよう!
- 8月：夏の特別編 重要ポイント総まとめ!
  - 4月～7月の復習
- 9月：1日の出来事をまとめて言ってみよう!
- 10月：欲しいもの・贈りたいものについてくわしく言ってみよう!
- 11月：地図を見ながら道案内してみよう!
- 12月：進行中の動作について話してみよう!
- 1月：過去の出来事についてくわしく言ってみよう!
- 2月：さまざまな表現で賛成・反対を言ってみよう!
- 3月：感想や考えを話してみよう!

### 2015年度
講師：佐藤久美子（玉川大学教授）
ゲスト：ジャニカ・サウスウィック、ベンジャミン・タッチャー
月ごとの放送内容。
- 4月：新しい友人たち
  - 出身地などをたずねたり、親しさに合わせてあいさつしたりできる
  - 人や物の特徴を表すことができる
  - 近い将来の生活や希望について話すことができる
  - 決意や選択の理由についてたずねたり説明したりできる
  - 不定詞、接続詞 when/that、There is/are… 、動詞 callの使い方、付加疑問文①
- 5月：パペット・フェスティバル
  - 自分の好きなものと、その理由について説明できる
  - 身近な出来事や習慣について説明できる
  - 非難したり、言い訳したりできる
  - 週末などの計画について話すことができる
  - too ～ to… 、付加疑問文②、動名詞、助動詞（should）、現在完了形（完了/経験）
- 6月：フード・フェスティバル
  - 意味を確認したり、明確にしたりすることができる
  - ていねいに依頼したり、お願いしたりできる
  - インターネットで情報を検索できる
  - 食べ物や品物についてたずねたり、説明したりできる
  - 最上級、間接疑問文①、関係代名詞 that/which（目的格）
- 7月：ティノとヨハンの取材旅行
  - 相手に意見を求めることができる
  - 身のまわりで問題になっていることについて、説明できる
  - 相手・場面に合わせて道順をたずねたり、案内したりできる
  - ファーストフード店やレストランで注文などができる
  - 関係代名詞 who（主格）、how/where など+ to ～、現在完了形（継続）、It…for ～ to－
- 8月：夏期復習シリーズ
  - 4月～7月の復習
- 9月：科学博物館見学
  - アドバイスを求めたり、与えたりできる
  - 行きたい場所とその理由について説明できる
  - さまざまな国の地理的な特徴を説明できる
  - 空港や駅などで必要な情報をたずねられる
  - 現在完了形の復習、名詞を説明する後置修飾①
- 10月：ハロウィーン・パーティー
  - ファッションについて意見を求めたり、述べたりできる
  - 商品を比較したり、意見を述べたりできる
  - 買いたいものがどこにあるかたずねられる
  - 悩みや不調を伝えられる
  - 関係代名詞 which/that（主格）
- 11月：感謝祭の料理に挑戦
  - 自分の国ならではの行事や文化について説明できる
  - 言いづらいことを切り出すことができる
  - 決まり文句などを使ってお願いすることができる
  - 趣味・能力などについてたずねたり、話したりできる
  - How much/many ～ ?、名詞を説明する後置修飾
- 12月：スイスのクリスマス
  - 過去の経験・習慣についてたずねたり、話したりできる
  - 記事やニュースの大まかな内容を理解し、要点が言える
  - 成功したとき、失敗したときの気持ちを表すことができる
  - ていねいに同意したり、反対したりできる
  - 動名詞の復習、不定詞の復習
- 1月：屋外スケートリンク
  - 未来のことを述べたり予測したりできる
  - 施設を案内することができる
  - 警告したり、注意したりできる
  - 間違いの理由について説明できる
  - who/when など+ to ～
- 2月：ティノとヨハンのインターンシップ
  - 許可を求めたり、与えたりできる
  - 電話の内容を聞き取り、メッセージを伝えられる
  - 必要な情報を収集し、まとめられる
  - 相手を説得することができる
  - 現在完了形の復習、関係代名詞の復習
- 3月：みんな、ありがとう
  - 体調や状態について話したり、お見舞いのことばをかけたりすることができる
  - 謝罪や後悔の気持ちを表すことができる
  - 励ますことができる
  - 感謝の気持ちを表すことができる
  - 総復習

### 2014年度
講師：佐藤久美子（玉川大学教授）
ゲスト：ジャニカ・サウスウィック、ベンジャミン・タッチャー
月ごとの放送内容。
- 4月：ロンドンの英語学校が始まる
  - 近い将来の生活や希望について話すことができる
  - 学校などの施設を案内することできる
  - 相手の状況を見て声をかけたり、求めたりできる
  - ファーストフード店やレストランで注文などができる
  - 不定詞／現在完了形 1（経験）/ There is/are
- 5月：デンマークからの留学生
- 6月：インターナショナル・フードパーティー
- 7月：ティノ、イタリアを案内する
- 8月：夏期復習シリーズ
  - 4月～7月の復習
- 9月：英国放送協会訪問
- 10月：ケンブリッジでの課外授業
- 11月：カーナビー・ストリート
- 12月：オーストラリアのクリスマス
- 1月：各国のお正月
- 2月：アンティーク・ショップでお買い物
- 3月：クラスメイトとのお別れ

### 2013年度
講師：佐藤久美子 (玉川大学教授）
ゲスト：ジャニカ・サウスウィック、クリス・パーハム
月ごとの放送内容。
- 4月：麻衣子のホームステイが始まる
  - 自分の好きなものと、その理由を説明できる
  - 許可を求めたり、ていねいに依頼したりすることができる
  - 相手の状況を見て声をかけることができる
  - 近い将来の生活や希望について話すことができる
  - 助動詞could/would／比較級・最上級／現在完了形 1（完了）
- 5月：レイモンドのサイクリング旅行
  - ていねいに同意したり、反対したりできる
  - 親しさや場面に合わせてあいさつができる
  - 同意語・反意語・接辞について理解し、使うことができる
  - 学歴・職歴・趣味・能力などについて話すことができる
  - 現在完了形 2（継続）／現在完了形 3（経験）／ how / when など＋to ～
- 6月：キャティーの地理のテスト
  - さまざまな国の地理的な特徴を説明できる
  - アドバイスを求めたり、与えたりできる
  - 身の回りで問題になっていることについて、説明できる
  - 人や物の特徴についてくわしく描写したり、説明したりできる
  - 現在完了形、未来を表す表現／不定詞／it～for / of～ to
- 7月：スミス一家の夏休み
  - 行きたい場所とその理由について説明できる
  - 食べ物やレストランについてたずねたり、説明したりできる
  - 命令したり、注意したりできる
  - ていねいに道順をたずねたり、道案内ができる
  - 関係代名詞 1
- 8月：夏期復習シリーズ
  - 4月から7月の復習
- 9月：レイモンド、エリック、それぞれの旅
  - 提案したり、提案を求めたりすることができる
  - 空港や駅などで必要な情報をたずねることができる
  - 感情や反応をたずねたり、伝えたりできる
  - 自分の国ならではの行事や文化について説明できる
  - 関係代名詞 2、強調構文
- 10月：スミス家、ハイブリッドカーを買う
  - 業者からの電話の内容を聞き取り、伝えられる
  - 電話で、決まり文句などを使ってやりとりができる
  - 確かなこと、不確かなことについて述べることができる
  - ガイドブック、マニュアルなどから必要な情報を収集し、伝えられる
  - 名詞を説明する後置修飾、現在完了形の復習
- 11月：ロンドン動物園でのデート
- 12月：ピーターのクリスマス劇
- 1月：スミス一家の新年のパーティー
- 2月：イギリスのバレンタインデー
- 3月：麻衣子、日本へ帰る

### 2012年度
講師：阿野幸一（文教大学国際学部国際理解学科教授）
ゲスト：カレン・ヘドリック、戸田ダリオ
※2012年度は月曜日リスニング、火曜日〜木曜日ストーリー、 金曜日リーディングに変更となった。
月ごとの放送内容。
- 4月：新しい学校、そして出会い
  - 自分自身、自分の家族、その他の人について説明できる
  - 星座占いなど、日常的な文章を読んで重要なポイントをつかめる
  - 年齢・趣味など自分に関することを、リストなどに書ける
  - 手順などの複数の指示を読んで、情報を理解できる
  - 時制の表す意味／未来表現
- 5月：じつは有名人!
  - 多少知っている話題であれば、ニュースの記事などを読んで要点を理解できる
  - 人の外見について、どんなタイプの人か聞き手が分かるように説明できる
  - 相手に言い直してもらったり、説明し直してもらったりするようにお願いできる
  - 人が「嬉しい」「疲れた」などの感情や状態を話した時に、その内容を理解できる
  - 受け身
- 6月：映画の待ち合わせ場所は?
  - 有名人などの短い紹介文の大部分を理解できる
  - 待ち合わせを変更するメモなどの簡単なメッセージを書くことができる
  - 簡単な短い会話を始め、続けることができる
  - 簡単な文を使って、ある出来事について、「何が」「いつ」「どこで」起こったかを説明できる
  - 現在完了形(完了・結果、経験、継続)
- 7月：誕生日パーティーでは
  - 招待状を見て、自分が何に招待されているかわかり、日時・場所を確認できる
  - 招待にていねいに応えることできる
  - 招待状の返事や、キャンセルや時間変更などを簡単なことばで書くことができる
  - 過去にあった出来事について、簡単な質問ができる
  - 不定詞
- 8月：夏期復習シリーズ
  - 4月から7月の復習
- 9月：遠足で横浜へ!
  - ゆっくり語られた物語なら、要点と大筋を理解できる
  - 知人にお願い事ができ、お願いされたときに受け答えができる
  - 学校や家庭で使う器具についての説明を理解できる
  - 自分の知っている分野について、ゆっくり話された報告を理解できる
  - 付加疑問文／感嘆文
- 10月：コンサートは大盛況
  - 日常的な内容についてのラジオインタビューを理解することができる
  - and、then、becauseなどを使って、自分の興味のある話題について簡単な文章を書くことができる
  - 広告やウェブページ、カタログ、時刻表などの大切な情報を見つけることができる
  - 店やチケット売り場で、何がいくらで売られているかたずねることができる
  - 主語＋動詞＋人＋to＋動詞の原形／疑問詞＋to＋動詞の原形
- 11月：さあ、決勝戦!
  - 自分のいちばん好きな場所について説明し、その理由を言うことができる
  - 天気予報やスポーツの結果、コンサート情報など、はっきりと話されたラジオ放送なら、ポイントとなる情報を聞き取ることができる
  - 多少知識のある分野についてなら、ラジオニュースの要点を理解できる
  - 写真の多い物語の内容を理解し、登場人物の性格を想像することができる
  - 現在分詞・過去分詞の意味／現在分詞・過去分詞の後置修飾／接触節
- 12月：元気な新しい家族
  - クリスマスの祝い方など、自分の国ならではの行事について説明することができる
  - ペットや自分の持ちものについて説明できる
  - Eメールや短い手紙などで、友だちや知人と日常生活に役立つ情報を交換できる
  - レストランやカフェなどで、飲み物、食べ物を注文できる
  - 関係代名詞(主格、目的格)
- 1月：コマーシャルに出演
  - ラジオでの短いCMを聞き取って、自分にとって重要な情報を理解できる
  - ポスターなどに書かれた情報を見て、重要な内容を探し出すことができる
  - 自分の部屋について、だれかに文章で説明できる
  - 重要なポイントが書かれた写真つきの説明を読み、手順に沿って内容を理解できる
  - 間接疑問文／中学文法の総復習
- 2月：バレンタインデーの贈りもの
  - Eメールやカタログなど日常的な文章を見て、重要な点を理解できる
  - 地図がなくても、目的地までの道案内ができる
  - ていねいに人を呼び止めて、道順などを質問することができる
  - 謝罪したり、相手の謝罪を受け止めたりすることができる
  - 中学文法の総復習
- 3月：夢に向かって
  - 会話を始めることができる
  - 相手が知りたがっていることなどについて、簡単なメモなどを書くことができる
  - 近い将来の生活や、過去の休暇の思い出などについて短い文章を書くことができる
  - 自分の知っている話題について書かれた簡潔な文章の内容を、だいたい理解できる
  - 中学文法の総復習／高校文法の導入(関係副詞、仮定法過去)

### 2011年度
講師：阿野幸一（文教大学国際学部准教授）
ゲスト：カレン･ヘドリック、戸田ダリオ
月ごとの放送内容。
- 4月：アメリカで新生活
  - 時制の復習／不定詞（名詞用法、形容詞用法、副詞用法）
- 5月：みんなで楽しくスポーツ
  - 文型の復習（SVC、SVOC、SVOO）／受け身
- 6月：日本食でおもてなし
  - 現在完了形
- 7月：夏休みは湖へ
  - 未来表現／動名詞／付加疑問／感嘆文
- 8月：夏期復習シリーズ
  - 4月から7月の復習（不定詞、受け身、現在完了形）
- 9月：アメリカでは高校生
  - 動詞（want / tell / ask）＋人＋to＋動詞の原形／疑問詞＋to＋動詞の原形／間接疑問文
- 10月：やっぱりすごい!ハロウィーン
  - 現在分詞・過去分詞の意味と後置修飾／接触節
- 11月：サッカーの試合で大声援
  - 関係代名詞（who、that、which）
- 12月：何といってもクリスマス
  - too〜to.../so〜that...
  - 知識の定着を図る(中学文法の整理)冠詞/助動詞/否定の主語
- 1月：馬車でボストン観光
  - 知識の定着を図る(中学文法の整理)比較表現/不定詞
- 2月：スーパーボウルで熱狂
  - 知識の定着を図る(中学文法の整理)受け身/現在完了形/疑問詞+to+動詞の原型
- 3月：大切な人
  - 知識の定着を図る(中学文法の整理)後置修飾/関係代名詞
  - 表現の幅を広げる...関係副詞/仮定法過去

### 2010年度
講師：阿野幸一（文教大学国際学部准教授）
ゲスト：カレン･ヘドリック、戸田ダリオ
月ごとの放送内容。
- 4月：バスケットボールから始まる出会い
  - 時制の復習／不定詞（名詞用法、形容詞用法、副詞用法）
- 5月：江戸時代にトリップ?
  - 受け身／文型の復習（SVC、SVOC、SVOO）
- 6月：自転車で街へ
  - 現在完了形（完了・結果、経験、継続）
- 7月：浴衣姿で夏を満喫
  - 未来表現（be going to、will）／動名詞／付加疑問／感嘆文
- 8月：夏期復習シリーズ
  - 4月から7月の復習（不定詞、受け身、現在完了形を重点的に復習）
- 9月：サックスも吹きおさめ?
  - 動詞（want / tell / ask）＋人＋to＋動詞の原形／疑問詞＋to＋動詞の原形／間接疑問文
- 10月：ママさんバレーを応援
  - 冠詞／現在分詞・過去分詞の意味と後置修飾／接触節
- 11月：健康マラソンに挑戦
  - 関係代名詞（who、that、which）
- 12月：イルミネーションの下で
  - too〜to...／so〜that...／中学文法の整理
- 1月：満喫! 日本のお正月
  - 中学文法の整理
- 2月：渡す? 渡さない?
  - 中学文法の整理
- 3月：願いはかなう!
  - 表現の幅を広げる（関係副詞／仮定法過去）

### 2009年度
講師：阿野幸一（文教大学国際学部准教授）
ゲスト：ジョアンナ・デイ、ガイタノ・トタロ
月ごとの放送内容。3月のみ、CD付きテキストより。
- 4月：日本との出会い、満開の桜
  - 時制の復習（現在形と現在進行形、過去形と過去進行形）、不定詞（名詞用法、形容詞用法、副詞用法）
- 5月：サッカーの試合で白熱
  - 文型の復習（SVOOと目的語、SVOCと補語）、受け身、感情や心理状態を表す動詞
- 6月：あじさい、メロンで自然を満喫
  - 現在完了形、How long have you 〜?
- 7月：夏が来た!大洗海岸へ
  - 未来表現、動名詞、感嘆文、Would you like to 〜?
- 8月：夏期復習シリーズ
  - 4月から7月の復習
- 9月：ああ緊張、コンサート本番
  - 主語+動詞（want,tell,ask）+人+不定詞、SVO（O=疑問詞+to不定詞）、SVOO（O=疑問詞+to不定詞）、間接疑問文
- 10月：全国の花火、ここに集結
  - 現在分詞・過去分詞の形容詞としての用法、現在分詞・過去分詞の後置修飾、接触節
- 11月：おふろにリンゴが!
  - 関係代名詞（who,that,which）
- 12月：水戸の街がライトアップ
  - so 〜 that ...、too 〜 to ...、知識の定着を図る（中学文法の整理と練習）
- 1月：太平洋の初日の出
  - 知識の定着を図る（中学文法の整理と練習）
- 2月：日本一の梅まつり
  - 知識の定着を図る（中学文法の整理と練習）
- 3月：おみやげは納豆づくし（当初）:次のステップへ（最終的に製作されたもの）
  - 表現の幅を広げる　　関係代名詞（whose）、関係副詞（when,where,how）、仮定法過去（I wish）

### 2008年度
講師：阿野幸一（文教大学国際学部准教授）
ゲスト：ジョアンナ・デイ、ガイタノ・トタロ
月ごとの放送内容。
- 4月：出会いにワクワク、桜の季節!
  - SVOC（C=名詞、形容詞）、受け身
- 5月：パーティーのあとは夜景にうっとり
  - 現在完了形
- 6月：週末つかってリフレッシュ!
  - 不定詞、It is 〜 for - to ...
- 7月：祭りだ!花火だ!夏が来た!
  - 感嘆文、Would you like to 〜?、be interested in、be surprised at
- 8月：夏期復習シリーズ
  - 4月から7月の復習
- 9月：きれいなビーチはみんなの力で!
  - 主語+動詞（want,tell,ask）+人+不定詞、SVO（O=疑問詞+to不定詞）、SVOO（O=疑問詞+to不定詞）
- 10月：みごとに完走!チャリティー・ラン
  - 現在分詞・過去分詞の後置修飾、接触節
- 11月：学園祭シーズン到来!
  - 関係代名詞（who,that,which）
- 12月：日本とイギリスのクリスマス
  - 間接疑問文、知識の定着を図る（中学文法の整理と練習）
- 1月：雪だるま、スキー、そして温泉
  - 知識の定着を図る（中学文法の整理と練習）
- 2月：フリーマーケットに出店
  - 知識の定着を図る（中学文法の整理と練習）
- 3月：友情は海を越えて
  - 表現の幅を広げる　　関係代名詞whose、関係副詞、仮定法過去

### 1996年度
講師：早坂信（杏林大学教授）
ゲスト：ジェリー・ミルン
月ごとの放送内容。
- 4月：オーストラリアに「飛ぶ」一郎、ローズ家との出会い
  - 復習
- 5月：オーストラリアのバーベキューを体験！、一郎が家事の手伝いをする
  - 現在完了1
- 6月：ラグビーの観戦に大興奮！、野外コンサートに行こう
  - 現在完了2
- 7月：オーストラリアの学校に行く、ニック, 日本語に大苦戦
  - S＋V＋O＋to
- 8月：4月 - 7月の復習
- 9月：バースデープレゼント、レストランでの楽しい食事
  - S＋V(＋O)＋how to ...、 S＋V(＋O)＋wh節
- 10月：初めてのブッシュウォーキング、こんな動物見たことない
  - 現在分詞、過去分詞
- 11月：ゴールドコーストへのハイキング、ここはどこだろう
  - 関係代名詞1
- 12月：日本と違うクリスマス！、クリスマスカードを書こう
  - 関係代名詞2
- 1月：オーストラリアの物語、民話に親しもう
  - S＋V＋O＋C
- 2月：ローズ家の親子げんか、仲直り
  - It is ... for ... to ...
- 3月：いよいよ日本へ、別れの言葉
  - 復習